# 콤 옴보 신전

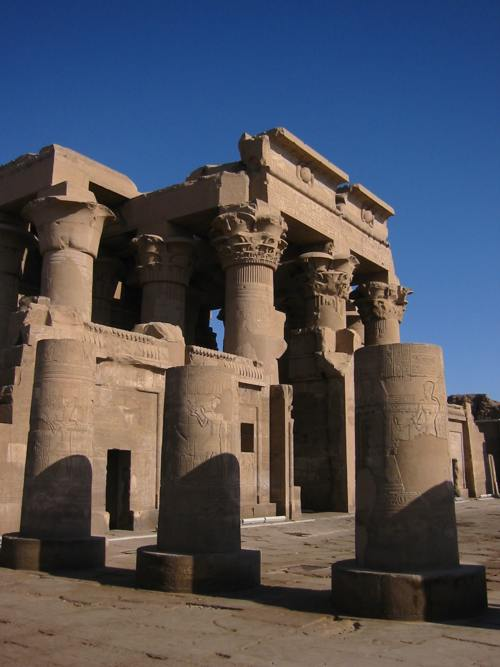
콤 옴보 신전의 2개의 입구

콤 옴보 신전(Temple of Kom Ombo)은 기원전 332년에서 395년 사이에 세워진 신전이다.
콤옴보에 있는 이 사원은 룩소르를 지나 아스완 북쪽으로 48km 거리에 위치하고 있다. 이 사원은 그레코 로만기인 기원전 332년에서 395년 사이에 세워졌다. 제18왕조의 건축물도 일부 남아 있다. 이 사원은 원래 악어 머리형상을 한 소백(Sobek)신과 매의 머리를 한 호루스신에게 바쳐진 것이며, 이 두사원을 콤옴보 사원이라고 한다. 콤옴보 역시 크루즈를 통해 찾아오는 사람들이 많으며, 이 지역의 주요 볼거리 중의 하나이다.

## 개요
악어머리의 소베크 신과 매의 머리를 가진 하로에리스 신을 모시는 신전으로, 주요부분 전부가 이중구조이다. 프톨레마이오스 왕조 시대에 건축되었는데, 장식에서 호루스 신전과 비슷하다. 파손이 심한 편이나 파피루스 기둥 등이 매우 장식적이고 아름다운 신전이다.입구가 2개인 탑문을 들어서면 안뜰인데, 주벽을 따라 세워진 16개의 열주는 대좌 부분만이 남아 있고, 정면은 제1열주실인데, 왕의 이름을 새긴 카르투시가 새겨져 있다. 그 안쪽이 제2열주실인데, 벽면에는 호루스 신과 토트 신에게서 물려 받는 프톨레마이오스 7세가 그려져 있으며, 전실에 3개의 방이 있는데 보존상태가 별로 좋지 않다. 지성소를 둘러싼 회랑도 이중구조로 되어 있고 남북으로 갈라져 있는데, 그 중 남쪽의 것이 소베크 신에게, 북쪽의 것이 하로에리스 신에게 바쳐진 것이다.